# 熊谷珪碩
熊谷 珪碩（くまがい けいせき、寛政6年（1794年） - 万延元年（1860年））は、江戸時代後期の日本の医師（蘭方医）。号は道一、益夫。字は恕郷。
信濃国高遠藩士・熊谷勇左衛門の子で、同藩領の筑摩郡本洗馬村（現長野県塩尻市）の医家・熊谷祐碩の養子となる。同藩儒の中村元恒に学び、文化年間に美濃国大垣の蘭方医江馬蘭斎に入門して帰郷し、開業した。嘉永3年（1850年）から、江馬家より分与された牛痘苗を用いて、高遠領内や塩尻地方一帯の住民に種痘を実施し、子の熊谷謙斎（倉三郎）に受け継がれて明治18年（1885年）まで続けられた。これが信濃国における種痘の最初の事例となった。また天保年間に江馬家から届いた複数の手紙が残されており、江馬塾の様子や、ドゥーフ・ハルマの完成、カローメル等の蘭方系新薬の紹介、シーボルトの来日などが記されている。
自著に「病家示要訓」「工夫書」「三省の説」「豊凶の弁」「子弟教示書」などがある。謙斎の孫には東北帝国大学総長熊谷岱蔵がいる。